# Psychotria alfaroana
Psychotria alfaroana är en måreväxtart som beskrevs av Paul Carpenter Standley. Psychotria alfaroana ingår i släktet Psychotria och familjen måreväxter. Inga underarter finns listade i Catalogue of Life.